# Grupo IV de la URBA
El Grupo IV es la cuarta y última división de la Unión de Rugby de Buenos Aires.

## Formato
En este torneo participan 19 equipos divididos en 2 zonas en formato de todos contra todos. Al finalizar la etapa se jugarán 2 fechas interzonales adicionales y al concluir estas 2 fechas los 2 primeros de cada zona jugarán la Reubicación III por un lugar en Grupo III o también, tener la chance de conseguir un doble ascenso y jugar en el Grupo II directamente sin la necesidad de jugar el Grupo III. Por otra parte los equipos restantes tendrán que jugar la Reubicación IV para poder pelear por un ascenso al Grupo III a través de los playoffs.

## Equipos participantes
Estos son los equipos participantes de la temporada 2014.

### Zona A
| Equipos                  | Localidad (Provincia) | Última temporada |
| ------------------------ | --------------------- | ---------------- |
| Atlético Chascomús       |                       |                  |
| Obras Sanitarias         |                       |                  |
| San José                 |                       |                  |
| Porteño                  |                       |                  |
| Defensores de Glew       |                       |                  |
| Tiro Federal de Baradero |                       |                  |
| Ezeiza                   |                       |                  |
| Los Pinos                |                       |                  |
| Floresta                 |                       |                  |

### Zona B
| Equipos             | Localidad (Provincia) | Última temporada |
| ------------------- | --------------------- | ---------------- |
| Beromama            |                       |                  |
| San Miguel          |                       |                  |
| Almafuerte          |                       |                  |
| Mercedes            |                       |                  |
| Sociedad Hebraica   |                       |                  |
| Atlético San Andrés |                       |                  |
| Las Heras           |                       |                  |
| SAPA                |                       |                  |